# 中星6B
中星6B是中国卫通拥有并运营的一颗通信卫星。该卫星由法国泰雷兹阿莱尼亚宇航公司制造，卫星平台为SB4000C2，带有38个C波段转发器。
中星6B通信卫星于2007年7月5日在西昌卫星发射中心由长征三号乙运载火箭发射成功，卫星定位于东经115.5度，预计使用寿命为15年。卫星信号覆盖范围包括中国大陆、香港、台湾、蒙古、朝鲜半岛、日本、東南亞、澳大利亞、中南半岛及缅甸与印度的部分地區。目前卫星转发器的客户主要为中国国内的电视频道供应商。2009年2月9日，中星6B发生故障，导致所传输的所有电视节目信号中断47分钟，稍后恢复，故障原因中国直播卫星公司没有公布。2023年12月26日，该卫星被中星6E接替。
- 制造商：法国泰雷兹阿莱尼亚宇航公司
- 轨道位置：东经115.5°
- 发射日期：2007年7月5日
- 转发器数量：C波段 38个
- 饱和 EIRP 范围：C波段：31 至 42 dBW
- 下行频率波段：C波段：3400 至 4200 MHz
- 上行频率波段：C波段：5850 至 6665 MHz